# Skenshyttan
Skenshyttan är ort i Silvbergs distrikt (Silvbergs socken) i Säters kommun i Dalarnas län (Dalarna). Fram till och med år 2000 klassades Skenshyttan av SCB som en småort. Sedan 2015 räknas orten åter igen som en småort.